# Zelotechna callichroa
Zelotechna callichroa är en fjärilsart som beskrevs av Edward Meyrick 1902. Zelotechna callichroa ingår i släktet Zelotechna och familjen praktmalar, Oecophoridae. Inga underarter finns listade i Catalogue of Life.